# Eubliastes apolinari
Eubliastes apolinari är en insektsart som först beskrevs av Morgan Hebard 1927.  Eubliastes apolinari ingår i släktet Eubliastes och familjen vårtbitare. Inga underarter finns listade i Catalogue of Life.